# Lista de episódios de Hunter Street
Hunter Street é uma série de televisão que estreou nos Estados Unidos no dia 11 de março de 2017. No Brasil, a série está sendo exibida desde o dia 2 de julho de 2018. A segunda temporada começou a ser exibida no dia 29 de janeiro de 2018. No Brasil, a segunda temporada começou a ser exibida no dia 6 de agosto de 2018.
No dia 27 de julho de 2018, a série foi renovada para uma terceira temporada de 30 episódios.

## Resumo
| Temporadas | Temporadas | Episódios | Exibição original     | Exibição original       | Exibição no Brasil    | Exibição no Brasil     | Exibição em Portugal  | Exibição em Portugal   |
| Temporadas | Temporadas | Episódios | Estreia               | Final                   | Estreia               | Final                  | Estreia               | Final                  |
| ---------- | ---------- | --------- | --------------------- | ----------------------- | --------------------- | ---------------------- | --------------------- | ---------------------- |
|            | 1          | 20        | 11 de março de 2017   | 7 de abril de 2017      | 2 de julho de 2018    | 27 de julho de 2018    | 15 de maio de 2017    | 9 de junho de 2017     |
|            | 2          | 20        | 29 de janeiro de 2018 | 23 de fevereiro de 2018 | 6 de agosto de 2018   | 31 de agosto de 2018   | 2 de abril de 2018    | 27 de abril de 2018    |
|            | 3          | 30        | 29 de julho de 2019   | 27 de setembro de 2019  | 21 de outubro de 2019 | 29 de novembro de 2019 | 07 de outubro de 2019 | 15 de novembro de 2019 |

## Episódios

### 1.ª temporada (2017)
| N.º na série | Nº na tempor. | Título                                                      | Exibição original                                          | Cód. de produção | Audiência (milhões) |
| ------------ | ------------- | ----------------------------------------------------------- | ---------------------------------------------------------- | ---------------- | ------------------- |
| 1            | 1             | "O Novo Hunter (BR)" "The New Hunter"                       | 11 de março de 2017 2 de julho de 2018 15 de maio de 2017  | 101              | 1,82                |
| 2            | 2             | "Saganash(BR)" "Saganash"                                   | 13 de março de 2017 3 de julho de 2018 16 de maio de 2017  | 102              | 1,24                |
| 3            | 3             | "A Sala Secreta (BR)" "The Secret Room"                     | 14 de março de 2017 4 de julho de 2018 17 de maio de 2017  | 103              | 1,34                |
| 4            | 4             | "Diretora (BR)" "Principal"                                 | 15 de março de 2017 5 de julho de 2018 18 de maio de 2017  | 104              | 1,30                |
| 5            | 5             | "Rinus (BR)" "Rinus"                                        | 16 de março de 2017 6 de julho de 2018 19 de maio de 2017  | 105              | 1,34                |
| 6            | 6             | "A Chave (BR)" "The Key"                                    | 20 de março de 2017 9 de julho de 2018 22 de maio de 2017  | 106              | 1,12                |
| 7            | 7             | "O Diamante Azul (BR)" "The Blue Diamond"                   | 21 de março de 2017 10 de julho de 2018 23 de maio de 2017 | 107              | 1,33                |
| 8            | 8             | "MGP (BR)" "MGP"                                            | 22 de março de 2017 11 de julho de 2018 24 de maio de 2018 | 108              | 1,33                |
| 9            | 9             | "Tia Hedwig e Tio Eugene (BR)" "Aunt Hedwig & Uncle Eugene" | 23 de março de 2017 12 de julho de 2018 25 de maio de 2017 | 109              | 1,34                |
| 10           | 10            | "Contato (BR)" "Contact"                                    | 24 de março de 2017 13 de julho de 2018 26 de maio de 2017 | 110              | 1,05                |
| 11           | 11            | "Os Parentes (BR)" "The Relatives"                          | 27 de março de 2017 16 de julho de 2018 29 de maio de 2017 | 111              | 1,29                |
| 12           | 12            | "O Diamante Vermelho' (BR)" "The Red Diamond"               | 28 de março de 2017 17 de julho de 2018 30 de maio de 2017 | 112              | 1,29                |
| 13           | 13            | "O Mapa de Cassandra (BR)" "Cassandra's Map"                | 29 de março de 2017 18 de julho de 2018 31 de maio de 2017 | 113              | 1,27                |
| 14           | 14            | "O Aniversário da Anika (BR)" "Anika's Birthday"            | 30 de março de 2017 19 de julho de 2018 1 de Junho de 2017 | 114              | 1,30                |
| 15           | 15            | "O Labirinto (BR)" "The Maze"                               | 31 de março de 2017 20 de julho de 2018 2 de Junho de 2017 | 115              | 1,19                |
| 16           | 16            | "Missão Secreta (BR)" "Undercover"                          | 3 de abril de 2017 23 de julho de 2018 5 de junho de 2017  | 116              | 1,18                |
| 17           | 17            | "Sophie (BR)" "Sophie"                                      | 4 de abril de 2017 24 de julho de 2018 6 de junho de 2027  | 117              | 1,33                |
| 18           | 18            | "Brule (BR)" "Bruhl"                                        | 5 de abril de 2017 25 de julho de 2018 7 de junho de 2017  | 118              | 1,50                |
| 19           | 19            | "Quase de Volta (BR)" "Almost Back"                         | 6 de abril de 2017 26 de julho de 2018 8 de junho de 2017  | 119              | 1,38                |
| 20           | 20            | "A Escritura (BR)" "The Deed"                               | 7 de abril de 2017 27 de julho de 2018 9 de junho de 2017  | 120              | 1,55                |

### 2.ª temporada (2018)
| N.º na série                                         | Nº na tempor. | Título                                              | Exibição original                                                | Cód. de produção | Audiência (milhões) |
| ---------------------------------------------------- | ------------- | --------------------------------------------------- | ---------------------------------------------------------------- | ---------------- | ------------------- |
| 21                                                   | 1             | "A Encomenda (BR)" "The Package"                    | 29 de janeiro de 2018 6 de agosto de 2018 2 de abril de 2018     | 201              | 0,81                |
| Ausentes: Kate Bensdorp (Evie)                       |               |                                                     |                                                                  |                  |                     |
| 22                                                   | 2             | "A Prisão (BR)" "The Arrest"                        | 29 de janeiro de 2018 7 de agosto de 2018 3 de abril de 2018     | 202              | 0,81                |
| Ausentes: Kate Bensdorp (Evie)                       |               |                                                     |                                                                  |                  |                     |
| 23                                                   | 3             | "Max (BR)" "Max"                                    | 30 de janeiro de 2018 8 de agosto de 2018 4 de abril de 2018     | 203              | 0,88                |
| Ausentes: Kate Bensdorp (Evie)                       |               |                                                     |                                                                  |                  |                     |
| 24                                                   | 4             | "Evie (BR)" "Evie"                                  | 31 de janeiro de 2018 9 de agosto de 2018 5 de abril de 2018     | 204              | 0,95                |
| Ausentes: Stony Blyden (Max)                         |               |                                                     |                                                                  |                  |                     |
| 25                                                   | 5             | "O Museu (BR)" "The Museum"                         | 1 de fevereiro de 2018 10 de agosto de 2018 6 de abril de 2018   | 205              | 0,87                |
| 26                                                   | 6             | "A Nova Amiga (BR)" "The New Friend"                | 2 de fevereiro de 2018 13 de agosto de 2018 9 de abril de 2018   | 206              | 1,04                |
| Ausentes: Stony Blyden (Max), Thomas Jansen (Daniel) |               |                                                     |                                                                  |                  |                     |
| 27                                                   | 7             | "A Árvore Genealógica (BR)" "The Family Tree"       | 5 de fevereiro de 2018 14 de agosto de 2018 10 de abril de 2018  | 207              | 0,94                |
| Ausentes: Stony Blyden (Max), Thomas Jansen (Daniel) |               |                                                     |                                                                  |                  |                     |
| 28                                                   | 8             | "A Vingança (BR)" "Payback"                         | 6 de fevereiro de 2018 15 de agosto de 2018 11 de abril de 2018  | 208              | 1,10                |
| Ausentes: Stony Blyden (Max), Thomas Jansen (Daniel) |               |                                                     |                                                                  |                  |                     |
| 29                                                   | 9             | "O Plano (BR)" "The Plan"                           | 7 de fevereiro de 2018 16 de agosto de 2018 12 de abril de 2018  | 209              | 1,19                |
| Ausentes: Stony Blyden (Max), Thomas Jansen (Daniel) |               |                                                     |                                                                  |                  |                     |
| 30                                                   | 10            | "O Assalto Reverso (BR)" "The Reverse Heist"        | 8 de fevereiro de 2018 17 de agosto de 2018 13 de abril de 2018  | 210              | 0,84                |
| 31                                                   | 11            | "A Toupeira (BR)" "The Mole"                        | 9 de fevereiro de 2018 20 de agosto de 2018 16 de abril de 2018  | 211              | 0,93                |
| Ausentes: Stony Blyden (Max)                         |               |                                                     |                                                                  |                  |                     |
| 32                                                   | 12            | "A Máscara Verde (BR)" "The Green Mask"             | 12 de fevereiro de 2018 21 de agosto de 2018 17 de abril de 2018 | 212              | 1,10                |
| Ausentes: Stony Blyden (Max)                         |               |                                                     |                                                                  |                  |                     |
| 33                                                   | 13            | "O Esconderijo do Hacker (BR)" "Hacker Hideout"     | 13 de fevereiro de 2018 22 de agosto de 2018 18 de abril de 2018 | 213              | 1,01                |
| Ausentes: Stony Blyden (Max)                         |               |                                                     |                                                                  |                  |                     |
| 34                                                   | 14            | "A Sala Super Secreta (BR)" "The Super Secret Room" | 14 de fevereiro de 2018 23 de agosto de 2018 19 de abril de 2018 | 214              | 1,02                |
| Ausentes: Stony Blyden (Max)                         |               |                                                     |                                                                  |                  |                     |
| 35                                                   | 15            | "A Coroa (BR)" "The Crown"                          | 15 de fevereiro de 2018 24 de agosto de 2018 20 de abril de 2018 | 215              | 1,11                |
| 36                                                   | 16            | "Esconde-Esconde (BR)" "Hide and Seek"              | 16 de fevereiro de 2018 27 de agosto de 2018 23 de abril de 2018 | 216              | 0,95                |
| 37                                                   | 17            | "O Barco Casa (BR)" "The Houseboat"                 | 20 de fevereiro de 2018 28 de agosto de 2018 24 de abril de 2018 | 217              | 0,95                |
| Ausentes: Thomas Jansen (Daniel)                     |               |                                                     |                                                                  |                  |                     |
| 38                                                   | 18            | "Espionagem (BR)" "Spy"                             | 21 de fevereiro de 2018 29 de agosto de 2018 25 de abril de 2018 | 218              | 0,98                |
| Ausentes: Kate Bensdorp (Evie)                       |               |                                                     |                                                                  |                  |                     |
| 39                                                   | 19            | "O Ritual (BR)" "The Ritual"                        | 22 de fevereiro de 2018 30 de agosto de 2018 26 de abril de 2018 | 219              | 0,92                |
| Ausentes: Stony Blyden (Max)                         |               |                                                     |                                                                  |                  |                     |
| 40                                                   | 20            | "Para Sempre Hunters (BR)" "Hunters Forever"        | 23 de fevereiro de 2018 31 de agosto de 2018 27 de abril de 2018 | 220              | 0,89                |

### 3.ª temporada (2019)
| N.º na série                                                  | Nº na tempor. | Título                                                                | Dirigido por              | Escrito por                             | Exibição original                             | Cód. de produção | Audiência (milhões) |
| ------------------------------------------------------------- | ------------- | --------------------------------------------------------------------- | ------------------------- | --------------------------------------- | --------------------------------------------- | ---------------- | ------------------- |
| 41                                                            | 1             | "O Presente de Aniversário (BR)" "The Birthday Gift"                  | Hans Somers               | Diane Whitley                           | 29 de julho de 2019 21 de outubro de 2019     | 301              | 0,11                |
| Ausentes: Eliyha Altena como Oliver e Sarah Nauta como Jasmyn |               |                                                                       |                           |                                         |                                               |                  |                     |
| 42                                                            | 2             | "Casa Estranha (BR)" "Strange House"                                  | Hans Somers               | Diane Whitley                           | 30 de julho de 2019 22 de outubro de 2019     | 302              | 0,11                |
| Ausentes: Eliyha Altena como Oliver e Sarah Nauta como Jasmyn |               |                                                                       |                           |                                         |                                               |                  |                     |
| 43                                                            | 3             | "A Tempestade (BR)" "The Storm"                                       | Hans Somers               | Diane Whitley e Mark Oswin              | 31 de julho de 2019 23 de outubro de 2019     | 303              | 0,09                |
| Ausentes: Eliyha Altena como Oliver e Sarah Nauta como Jasmyn |               |                                                                       |                           |                                         |                                               |                  |                     |
| 44                                                            | 4             | "A Maldição de Jake (BR)" "Jake's Curse"                              | Hans Somers               | Diane Whitley e Emma Nisbet             | 1 de agosto de 2019 24 de outubro de 2019     | 304              | 0,13                |
| Ausentes: Eliyha Altena como Oliver e Sarah Nauta como Jasmyn |               |                                                                       |                           |                                         |                                               |                  |                     |
| 45                                                            | 5             | "Perdidos na Floresta (BR)" "Lost in the Woods"                       | Hans Somers               | Diane Whitley e Emma Nisbet             | 2 de agosto de 2019 25 de outubro de 2019     | 305              | 0,05                |
| Ausentes: Eliyha Altena como Oliver e Sarah Nauta como Jasmyn |               |                                                                       |                           |                                         |                                               |                  |                     |
| 46                                                            | 6             | "Oliver (BR)" "Oliver"                                                | Hans Somers               | Diane Whitley e Tony Cooke              | 5 de agosto de 2019 28 de outubro de 2019     | 306              | 0,08                |
| Ausente: Sarah Nauta como Jasmyn                              |               |                                                                       |                           |                                         |                                               |                  |                     |
| 47                                                            | 7             | "O Código (BR)" "The Code"                                            | Hans Somers e Bob Wilbers | Diane Whitley e Tony Cooke              | 6 de agosto de 2019 29 de outubro de 2019     | 307              | 0,10                |
| Ausente: Sarah Nauta como Jasmyn                              |               |                                                                       |                           |                                         |                                               |                  |                     |
| 48                                                            | 8             | "Emplastros e Enigmas (BR)" "Remedies and Riddles"                    | Hans Somers e Bob Wilbers | Diane Whitley e Danny Spring            | 7 de agosto de 2019 30 de outubro de 2019     | 308              | 0,09                |
| 49                                                            | 9             | "Maldição ou Cura? (BR)" "Curse or Cure"                              | Hans Somers e Bob Wilbers | Diane Whitley e Julia Kent              | 8 de agosto de 2019 31 de outubro de 2019     | 309              | 0,09                |
| 50                                                            | 10            | "A Segunda Pedra (BR)" "The Second Stone"                             | Hans Somers e Bob Wilbers | Diane Whitley e Mark Oswin              | 9 de agosto de 2019 1 de novembro de 2019     | 310              | 0,07                |
| 51                                                            | 11            | "O Retorno à Rua Hunter (BR)" "Return to Hunter Street"               | Hans Somers e Bob Wilbers | Diane Whitley, Emma Nisbet e Mark Oswin | 12 de agosto de 2019 4 de novembro de 2019    | 311              | 0,11                |
| Ausente: Kate Bensdorp como Evie                              |               |                                                                       |                           |                                         |                                               |                  |                     |
| 52                                                            | 12            | "Sr. Urso (BR)" "Mr. Bear"                                            | Hans Somers e Bob Wilbers | Diane Whitley, Emma Nisbet e Mark Oswin | 13 de agosto de 2019 5 de novembro de 2019    | 312              | 0,12                |
| Ausente: Sarah Nauta como Jasmyn                              |               |                                                                       |                           |                                         |                                               |                  |                     |
| 53                                                            | 13            | "Rex ao Resgate (BR)" "Rex to the Rescue"                             | Hans Somers               | Diane Whitley e Julia Kent              | 14 de agosto de 2019 6 de novembro de 2019    | 313              | 0,10                |
| 54                                                            | 14            | "Sinais Secretos (BR)" "Secret Signs"                                 | Hans Somers               | Diane Whitley e Tony Cooke              | 15 de agosto de 2019 7 de novembro de 2019    | 314              | 0,11                |
| 55                                                            | 15            | "Evil Narikoa (BR)" "Evil Narikoa"                                    | Hans Somers               | Diane Whitley                           | 16 de agosto de 2019 8 de novembro de 2019    | 315              | 0,10                |
| Ausente: Kate Bensdorp como Evie                              |               |                                                                       |                           |                                         |                                               |                  |                     |
| 56                                                            | 16            | "Irmãos (BR)" "Siblings"                                              | Hans Somers               | Diane Whitley                           | 9 de setembro de 2019 11 de novembro de 2019  | 316              | 0,09                |
| 57                                                            | 17            | "O Que se Esconde Embaixo (BR)" "What Hides Beneath"                  | Hans Somers               | Diane Whitley e Mark Oswin              | 10 de setembro de 2019 12 de novembro de 2019 | 317              | 0,10                |
| 58                                                            | 18            | "Sol-Borboleta (BR)" "The Butterfly Sun"                              | Hans Somers               | Diane Whitley e Danny Spring            | 11 de setembro de 2019 13 de novembro de 2019 | 318              | 0,12                |
| 59                                                            | 19            | "O Apelo (BR)" "Appeals"                                              | Hans Somers               | Diane Whitley e Danny Spring            | 12 de setembro de 2019 14 de novembro de 2019 | 319              | 0,12                |
| 60                                                            | 20            | "Presas (BR)" "Trapped"                                               | Hans Somers               | Diane Whitley e Tony Cooke              | 13 de setembro de 2019 15 de novembro de 2019 | 320              | 0,09                |
| Ausente: Kate Bensdorp como Evie                              |               |                                                                       |                           |                                         |                                               |                  |                     |
| 61                                                            | 21            | "Fuga (BR)" "Escape"                                                  | Hans Somers               | Diane Whitley                           | 16 de setembro de 2019 18 de novembro de 2019 | 321              | 0,12                |
| 62                                                            | 22            | "Mães (BR)" "Moms"                                                    | Hans Somers               | Diane Whitley e Paul de Vrijer          | 17 de setembro de 2019 19 de novembro de 2019 | 322              | 0,09                |
| 63                                                            | 23            | "O Pântano (BR)" "Swamped"                                            | Hans Somers               | Diane Whitley e Julia Kent              | 18 de setembro de 2019 20 de novembro de 2019 | 323              | 0,11                |
| 64                                                            | 24            | "Verdades e Mentiras (BR)" "Truth and Lies"                           | Hans Somers               | Diane Whitley e Julia Kent              | 19 de setembro de 2019 21 de novembro de 2019 | 324              | 0,07                |
| 65                                                            | 25            | "O Enigma Final? (BR)" "The Final Riddle?"                            | Hans Somers               | Diane Whitley e Julia Kent              | 20 de setembro de 2019 22 de novembro de 2019 | 325              | 0,12                |
| Ausente: Kate Bensdorp como Evie                              |               |                                                                       |                           |                                         |                                               |                  |                     |
| 66                                                            | 26            | "Revelações (BR)" "Revelations"                                       | Hans Somers               | Diane Whitley and Tony Cooke            | 23 de setembro de 2019 25 de novembro de 2019 | 326              | N/D                 |
| Ausente: Kate Bensdorp como Evie                              |               |                                                                       |                           |                                         |                                               |                  |                     |
| 67                                                            | 27            | "Aproximadamente "X" Marca o Lugar (BR)" "Not Quite X Marks the Spot" | Hans Somers               | Diane Whitley e Danny Spring            | 24 de setembro de 2019 26 de novembro de 2019 | 327              | N/D                 |
| Ausente: Kate Bensdorp como Evie                              |               |                                                                       |                           |                                         |                                               |                  |                     |
| 68                                                            | 28            | "Tempos Difíceis (BR)" "Tricky Times"                                 | Hans Somers               | Diane Whitley                           | 25 de setembro de 2019 27 de novembro de 2019 | 328              | N/D                 |
| 69                                                            | 29            | "A Pirâmide (BR)" "The Pyramid"                                       | Hans Somers               | Diane Whitley                           | 26 de setembro de 2019 28 de novembro de 2019 | 329              | N/D                 |
| 70                                                            | 30            | "O Eclipse (BR)" "Eclipse"                                            | Hans Somers               | Diane Whitley                           | 27 de setembro de 2019 29 de novembro de 2019 | 330              | 0,16                |

## Especial (2017)
| Título                                                                 | Exibição original                      | Cód. de produção | Audiência (milhões) |
| ---------------------------------------------------------------------- | -------------------------------------- | ---------------- | ------------------- |
| "Por Dentro de Hunter Street (BR)" "Clued In: A Hunter Street Special" | 17 de março de 2017 7 de julho de 2018 | 999              | 1,11                |